# Obrše
Obrše – wieś w Słowenii, w gminie Lukovica. W 2018 roku liczyła 35 mieszkańców.